# Americabrya
Genre
Americabrya est un genre de collemboles de la famille des Entomobryidae.

## Systématique
Le genre Americabrya a été créé en 1987 par José Antonio Mari-Mutt (d) et José Guadalupe Palacios-Vargas (d)

## Distribution
Les espèces de ce genre se rencontrent en Amérique.

## Liste des espèces
Selon Checklist of the Collembola of the World (version du 13 septembre 2019) :
- Americabrya arida (Christiansen & Bellinger, 1980)
- Americabrya epiphyta (Loring, 1984)
- Americabrya matthewsi (Snider, 1981)

## Publication originale
- Mari Mutt & Palacios-Vargas, 1987 : « Americabrya, a new genus of Entomobryiidae (Collembola), with a redescription of A. arida (Christianson and Bellinger) based on Mexican specimens and descriptive notes for A. epiphyta (Loring) ». Journal of the New York Entomological Society, vol. 95, no 1, p. 99-108 (lire en ligne).